# Charles und Henri Beaubrun

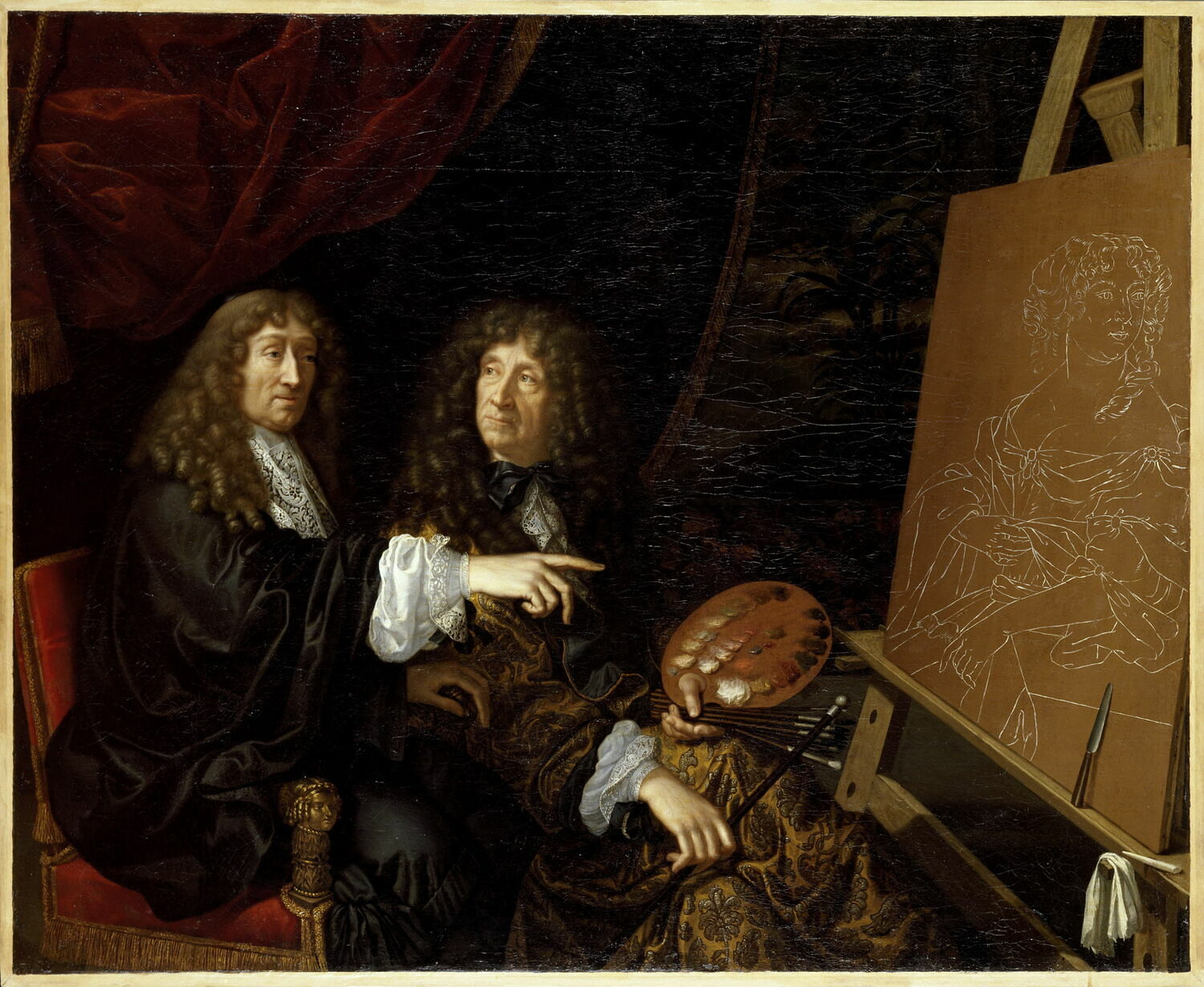
Henri und Charles Beaubrun bei der Arbeit an einem Bildnis der Königin Marie-Thérèse. Doppelporträt von Lambert Martin (1630–1699) zum Eintritt in die Académie royale 1675.

Henri  (* 1603 in Amboise; † 1677 in Paris) und sein Cousin Charles Beaubrun (* 1604 in Amboise; † 1692 in Paris) waren zwei französische Maler, die an den Höfen der Könige Ludwig XIII. und Ludwig XIV. wirkten, und auf Portraitmalerei spezialisiert waren.

## Biographien
Charles und sein Cousin Henri Beaubrun gehörten zu einer Familie französischer Porträtisten des 17. Jahrhunderts. Sie studierten Malerei bei ihrem Onkel Louis Beaubrun.
Henri stand Ludwig XIII. nahe, da sein Vater bereits ein Hofamt als königlicher Garderobier (garde-robe) innehatte. Er selber wurde königlicher 'Gewehrträger' (porte-arquebuse du Roi). Georges Guillet de Saint-George schreibt über Henri:
„Da seine Majestät bemerkt hatte, dass er ein großes Talent zum Zeichnen hatte, wollte er, dass er sich diesem ganz widme, und als er (Henri, Anm . d. Übers.) Malen lernte, lernte er auch Alles, was essentiell für die Malerei ist, wie die Perspektive, die Architektur und einige Prinzipien der Geometrie... Als er nach dem Tode seines Vaters als Kammerherr der Garderobe (valet de garde-robe) angenommen wurde, führte er seine ersten Studien so glücklich weiter – obwohl sein Amt aufgeteilt wurde –, dass der König ihm die Ehre erwies, ihn als Lehrer in der Pastellmalerei auszuwählen...“.

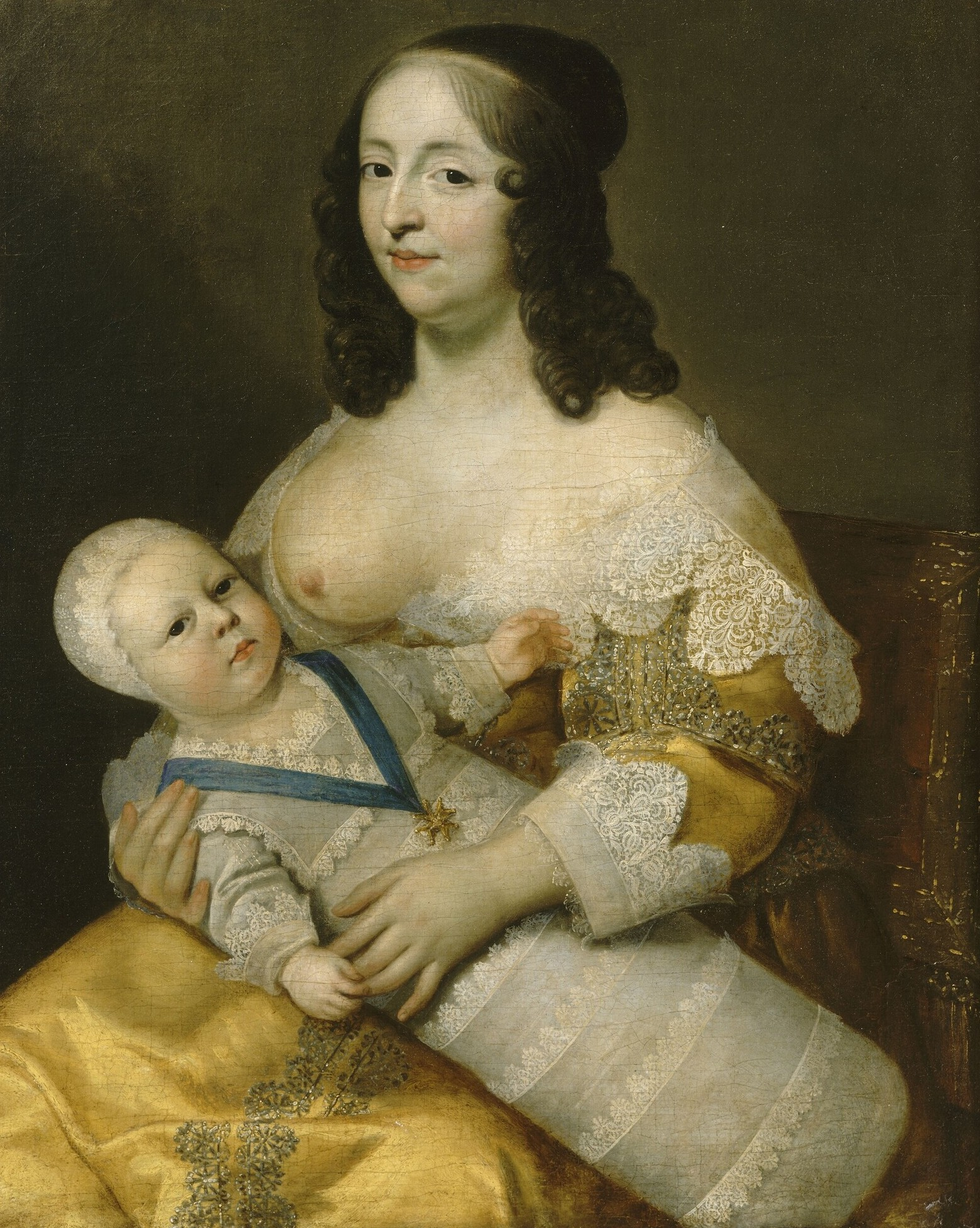
Ludwig XIV. und seine Amme, Dame Longuet de la Giraudière, 1638–1639 (Schloss Versailles)

Zusammen mit seinem Cousin Charles wurde Henri am Hofe Ludwigs XIII., und später auch unter Ludwig XIV., als Portraitist engagiert, nachdem sie das Gemälde Ludwig XIV. und seine erste Amme, die Dame Longuet de la Giraudière (Louis XIV et la Dame Longuet de la Giraudière, la première nourrice) gemalt hatten. Es handelt sich um das früheste erhaltene Bild von Ludwig XIV.
Die beiden Cousins arbeiteten von 1630 bis 1675 zusammen, malten zahlreiche offizielle Porträts, unter anderem von den beiden Königinnen Anna von Österreich (Prado, Madrid) und Marie Thérèse (Schloss Versailles),  und für Kinderbildnisse Ludwigs XIV. und seines Sohnes Louis. In der Mitte des Jahrhunderts hatten sie besonderen Erfolg als Maler von Damen des Hofes und als Adepten des traditionellen formalistischen und höfischen Stils nach Frans Pourbus dem Jüngeren. Sie stellten ihre Modelle nicht selten in standardisierten Posen dar, eine Stärke ihrer besten Bildnisse ist die sorgfältig liebevolle Abbildung von Gewändern und Stoffen bis in kleinste Details wie Stickereien, Spitzen und Schmuck.
Sie schufen ihre Werke in erster Linie gemeinsam und ihre Zusammenarbeit war so eng, dass es geradezu unmöglich erscheint ihre Hände auseinanderzuhalten. Auch individuelle Werke sind ihnen daher gemeinsam zugeschrieben.
1648 waren die beiden Beaubruns Gründungsmitglieder der Académie royale de peinture et de sculpture.

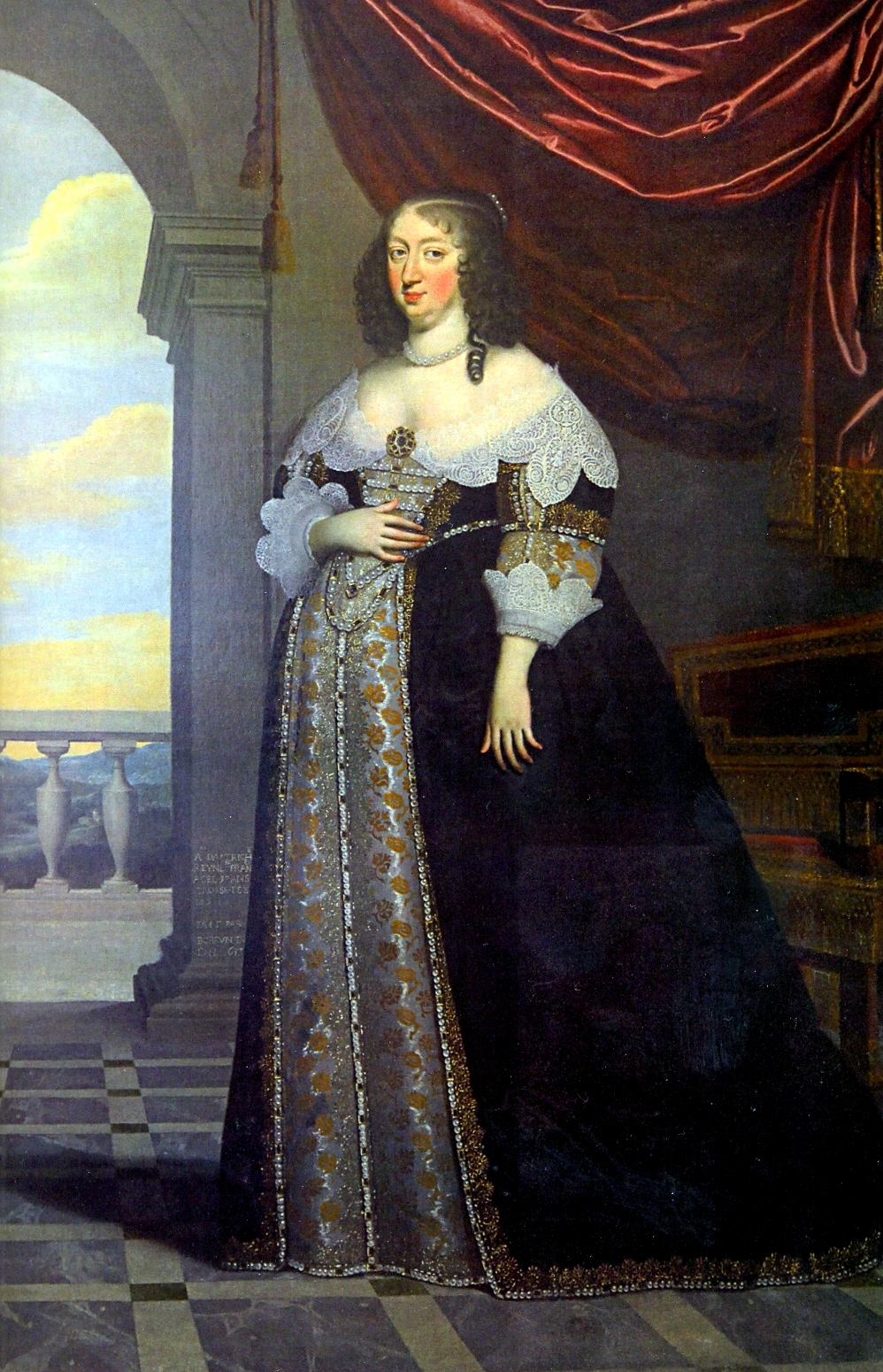
Anne d'Autriche, Königin von Frankreich, im achten Monat schwanger mit dem zukünftigen Ludwig XIV., 1638
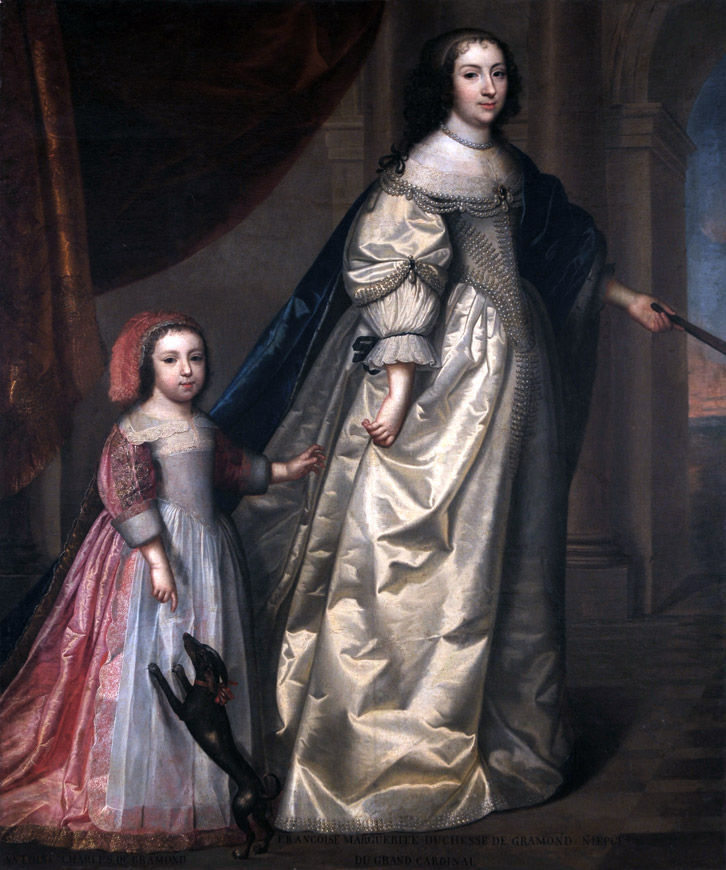
Françoise Marguerite du Plessis Chivré (1608–1689), Nichte von Richelieu und Gemahlin von Antoine III. de Gramont, mit ihrem Sohn Antoine-Charles IV. de Gramont (1641–1720), comte de Louvigny, ca. 1645
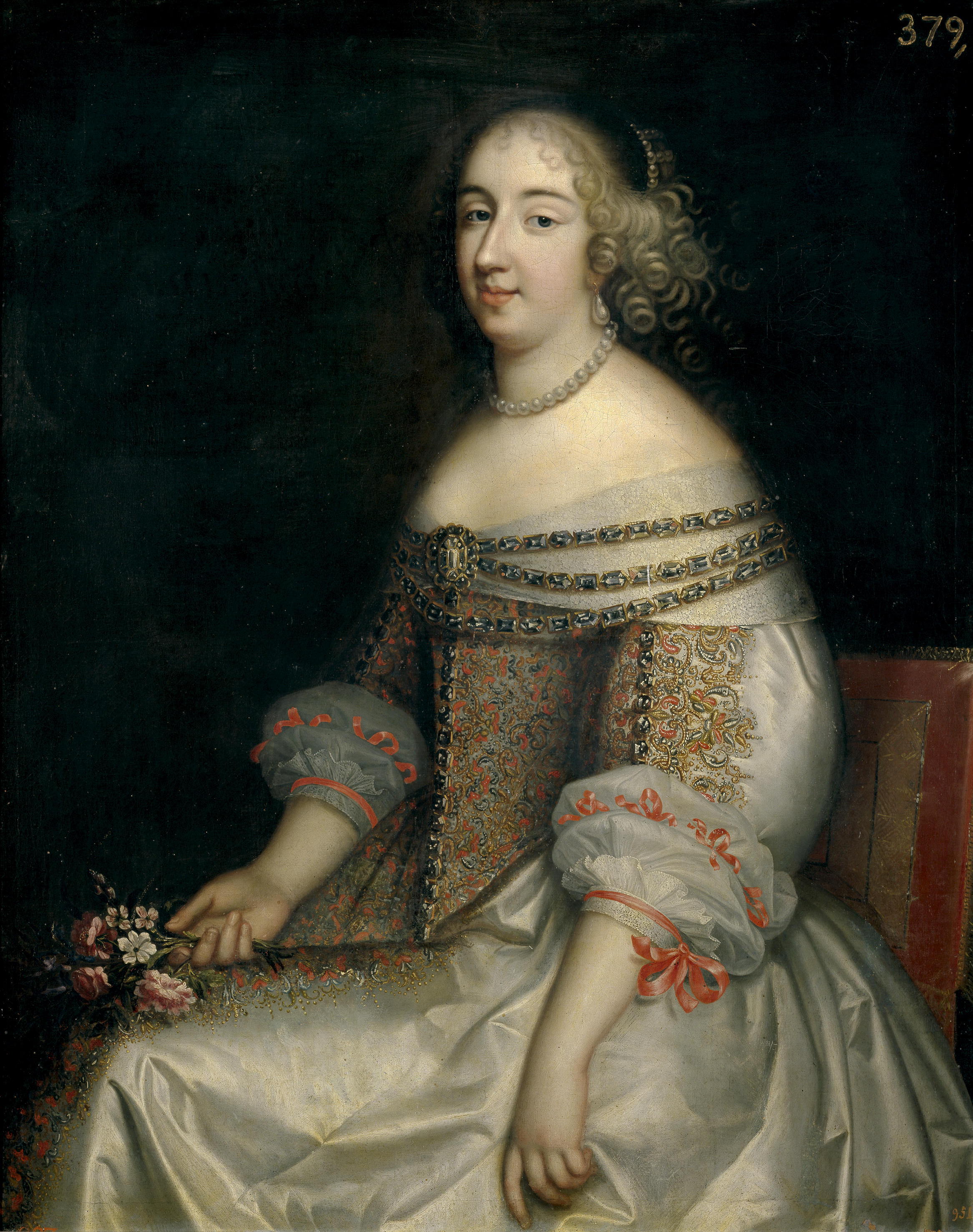
Charles Beaubrun: Mademoiselle de Montpensier, 1655 (Madrid, Prado)

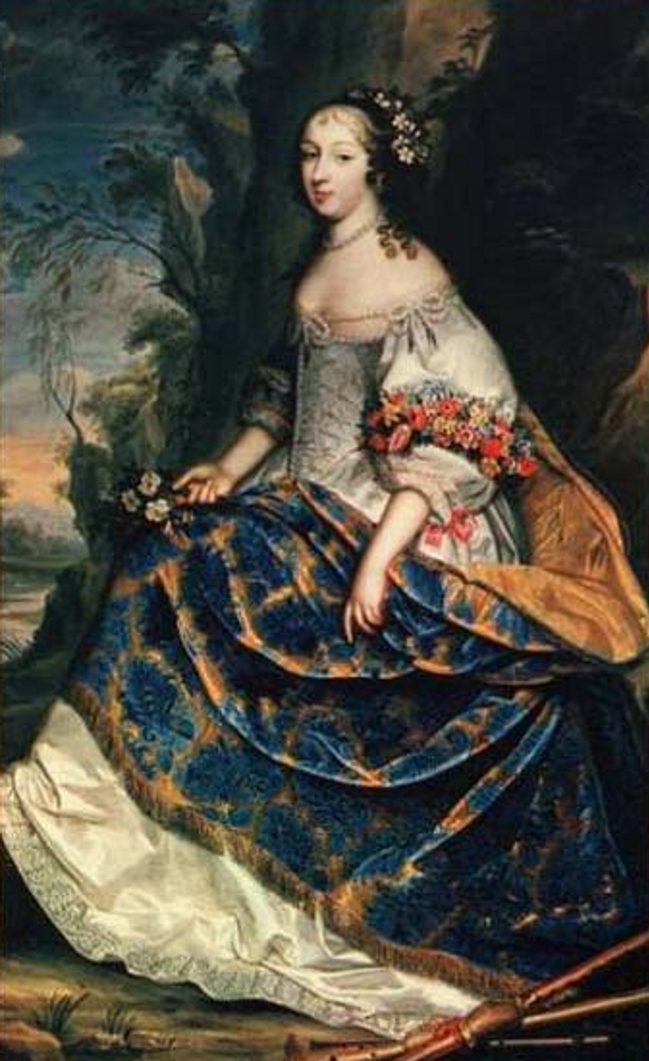
Charles Beaubrun: Claire-Clémence de Maillé, um 1660
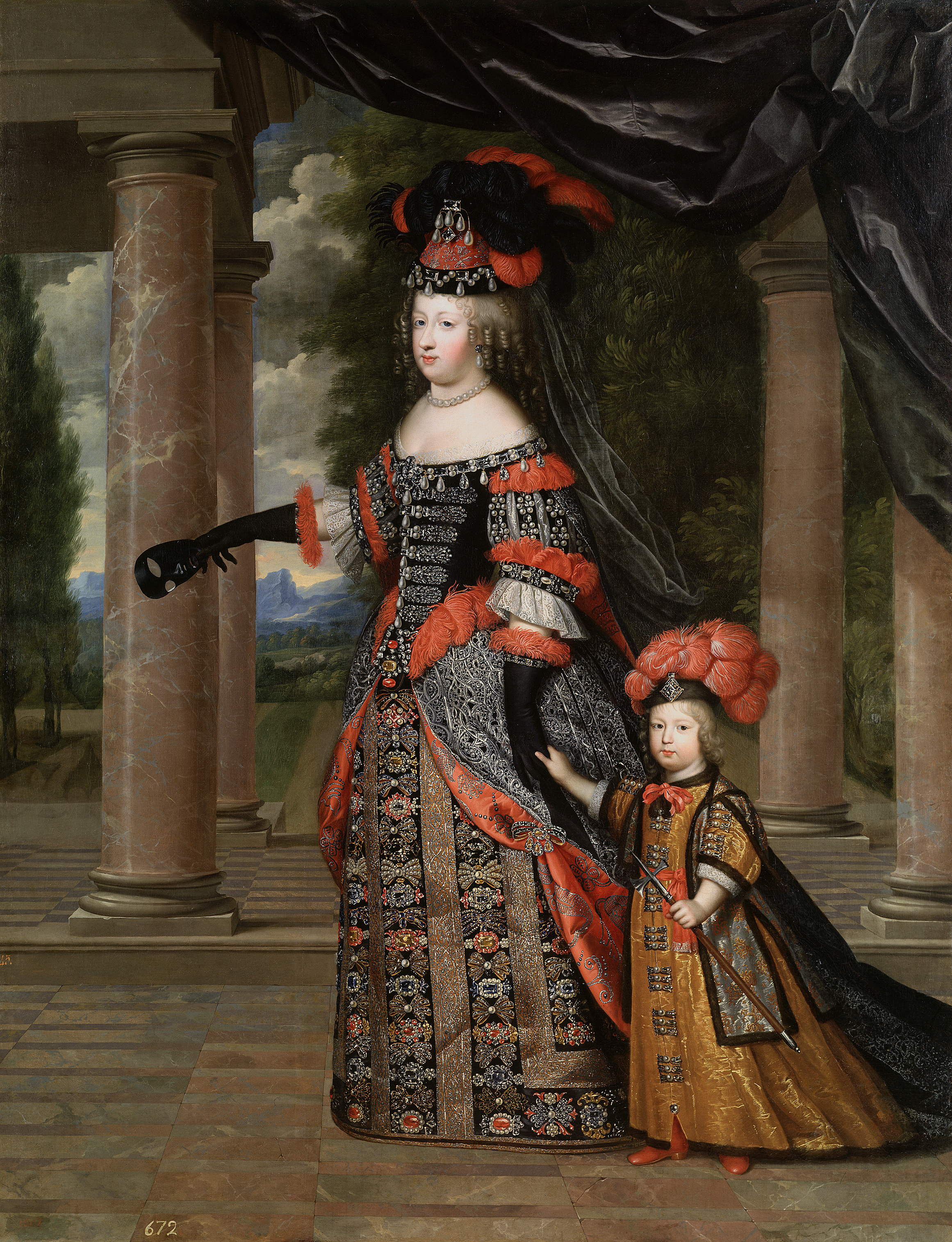
Königin Marie Thérèse mit ihrem Sohn, dem Dauphin Louis, kostümiert für einen Maskenball, ca. 1664 (Madrid, Prado)